# شهرستان خواجه‌وند
شهرستان خواجه‌وند (خوجاوند) (به لاتین: Xocavənd) یکی از شهرستان‌های جمهوری آذربایجان به مرکزیت شهر خوجاوند است. این شهرستان در منطقهٔ ناگورنو قره‌باغ و استان قره‌باغ علیا قرار گرفته است. جمعیت شهرستان خواجه‌وند در سال ۲۰۲۰ بالغ بر ۴۴٬۱۰۰ نفر بوده است و این شهرستان، ۱٬۴۶۰ کیلومتر مربع مساحت دارد.
نیمهٔ جنوبی شهرستان خواجه‌وند تا سال ۱۹۹۱، شهرستان هادروت (به مرکزیت قصبهٔ هادروت) نامیده می‌شد و هردو این شهرستان‌ها از بخش‌های تشکیل دهندهٔ «استان خودمختار قره‌باغ کوهستانی» بودند. اما در جریان جنگ قره‌باغ، شهرستان هادروت از سوی دولت جمهوری آذربایجان منحل گردید و اراضی آن به شهرستان خواجه‌وند ملحق شد. اراضی شهرستان خواجه‌وند (شامل شهرستان منحل شدهٔ هادروت) تا سال ۲۰۲۰ تحت کنترل جمهوری آرتساخ قرار داشت (به جز بخش کوچکی در شرق این شهرستان که همچنان تحت کنترل جمهوری آذربایجان بود).
با تسلط جمهوری آرتساخ بر شهرستان خواجه‌وند و در تقسیمات کشوری این جمهوری، شهر خواجه‌وند مرکز استان مارتونی و قصبهٔ هادروت نیز مرکز استان هادروت شد. اما پس از درگیری ناگورنو قره‌باغ (۲۰۲۰) که به توافقنامه آتش‌بس ناگورنو قره‌باغ منجر شد، تمام اراضی شهرستان منحل شدهٔ هادروت شامل قصبهٔ هادروت، به اضافهٔ قسمت جنوبی بخش اصلی (شمالی) شهرستان خواجه‌وند به کنترل جمهوری آذربایجان درآمد. البته شهر خواجه‌وند و بخش‌های مرکزی و شمالی بخش اصلی این شهرستان همچنان تحت کنترل ارمنی‌ها قرار دارند.